# Citonice
Citonice (en allemand : Edmitz) est une commune du district de Znojmo, dans la région de Moravie-du-Sud, en République tchèque. Sa population s'élevait à 593 habitants en 2020.

## Géographie
Citonice se trouve à 9 km au nord-ouest du centre de Znojmo, à 59 km au sud-ouest de Brno et à 173 km au sud-est de Prague.
La commune est limitée par Žerůtky au nord, par Znojmo au nord-est et à l'est, par Mašovice au sud, et par Bezkov et Milíčovice à l'ouest.

## Histoire
La première mention écrite du village date de 1252.